# Фильчаков, Иван Яковлевич
Иван Яковлевич Фильчаков (1914—1981) — старшина Рабоче-крестьянской Красной Армии, участник Великой Отечественной войны, Герой Советского Союза (1944).

## Биография
Иван Фильчаков родился 26 сентября 1914 года в посёлке Толстовский (ныне — Каменский район Алтайского края). После окончания семи классов школы работал в колхозе. В 1939 году Фильчаков был призван на службу в Рабоче-крестьянскую Красную Армию. С 1941 года — на фронтах Великой Отечественной войны.
К сентябрю 1943 года старший сержант Иван Фильчаков командовал отделением 248-го отдельного моторизованного инженерного батальона Степного фронта. Отличился во время битвы за Днепр. В период с 29 сентября по 3 октября 1943 года отделение Фильчакова переправляло через Днепр на плацдарм в районе села Чикаловка Кременчугского района Полтавской области Украинской ССР советских частей. Только за ночь со 2 на 3 октября Фильчаков лично совершил более 20 рейсов, переправив большое количество бойцов и командиров, боеприпасов и продовольствия.
Указом Президиума Верховного Совета СССР от 22 февраля 1944 года старший сержант Иван Фильчаков был удостоен высокого звания Героя Советского Союза с вручением ордена Ленина и медали «Золотая Звезда».
После окончания войны в звании старшины Фильчаков был демобилизован. Проживал и работал в Камне-на-Оби. Скончался 17 февраля 1981 года.
В честь Фильчакова названа школа и установлен бюст в Камне-на-Оби.